# ラムセス9世
ラムセス9世（Ramesses IX、在位：紀元前1126年 - 紀元前1108年）は、古代エジプト第20王朝の第8代ファラオ。即位名はネフェルカラー・セテプエンラー。即位前の名前はアメンヘルケプシェフ・カエムワセトと言った。

## 概要
ラムセス3世の王子の一人であるのメンチュヘルケプシェフの息子であったと考えられる。メンチュヘルケプシェフの妻タカトが埋葬されたKV10の壁に王の母の称号が刻まれていたことから系図上の位置が特定された。
祖父ラムセス3世の死後、その後を継いだラムセス4世から同8世までの王たちはいずれも短期間で没し、それに伴って王権も加速度的に衰退していった。ラムセス9世の治世にはその傾向に一時的な歯止めがかかり、若干の安定が得られた。
治世中の建築事業の多くは下エジプトで行われており、特にヘリオポリスの太陽神殿での事業に力を注いでいた。ヘリオポリスは古王国時代以来の太陽崇拝の中心地であり、伝統的な信仰に回帰することによって上エジプトで増長するアメン神官団の権威に対抗しようとしていた事を伺わせている。
西方のダクラ・オアシスとカナン地方のゲゼルでも治世を記録する遺物が発見されており、エジプトが僅かながら周辺諸国への影響力を残していたことが覗える。しかしアジアにおける領土は既に失われており、かつてエジプトの属国であったシリアやパレスティナは海の民と総称される諸民族の勢力が乱立する地となっていた。

### 王墓盗掘
ラムセス9世の治世16年目頃、テーベ東岸の市長パセルの告発により、王家の谷の王墓群で盗掘が行われていたことが発覚した。この告発には西岸の市長で墓地の守衛を管轄するパウルアアを貶める意図があり、報告を受けた宰相カエムワセトは王墓の調査を行った。その結果、第17王朝のセベクエムサフ2世の墓を含む多数の墓が荒らされていた事が明らかになった。盗掘は治世9年目以前から行われており、埋葬されてから20年程しか経っていないラムセス6世の墓もその標的になっていた。パウルアアは調査を主導して身の潔白を証明され、以降パセルの名は公文書に現れなくなった。
一連の事件は、盗掘に携わった犯人たちの取り調べや裁判を記録したパピルス文書から明らかにされたもので、それらは「墓泥棒のパピルス」と総称される。

### 埋葬
ラムセス9世は約18年間王位にあった。これはラムセス3世の31年間、ラムセス11世の28年間に次ぐ同王朝で3番目に長い在位期間であった。死後、ミイラは王家の谷のKV6に埋葬され、後に他の王たちのミイラと共に王家のカシェ(DB320)に移された。1881年に発見されたミイラは後の時代のパネジェム2世の妻ネスコンスの棺に納められていた。鑑定の結果、王は50歳頃に死亡したと推定された。